# Danh sách phần mềm nguồn mở
Đây là danh sách Phần mềm mã nguồn mở: là phần mềm máy tính được cấp phép giấy phép mã nguồn mở. Bài viết này không có tham vọng liệt kê tất cả những phần mềm mã nguồn mở mà chỉ mong rằng nó sẽ là nguồn tài liệu tham khảo đáng kể trong việc sử dụng phần mềm khi mà ngày nay vấn đề bản quyền đang được đặt lên hàng đầu.

## Lĩnh vực ứng dụng

### CAxPhần mềm thiết kế trên máy tính
- BRL-CAD — Thiết kế, mô phỏng mô hình 3D & nhiều ứng dụng hơn nữa, …
- Open CASCADE

### Tài chính
- Adempiere ERP Business Suite
- OpenERP ERP system
- Compiere — ERP solution automates accounting, supply chain, inventory and sales orders
- ComUnion ERP — web-based ERP system
- GnuCash — Double-entry book-keeping
- Grisbi — Single-entry
- jFin
- JGnash — Java-based, double-entry book-keeping
- JQuantLib — Java-based Quantitative Finance API framework for financial instrument valuation and more.
- KMyMoney — Double-entry book-keeping
- Mifos — Microfinance Institution management software
- phpOrganisation
- Quasar Accounting
- QuickFIX/J — FIX protocol engine written in Java
- SQL Ledger — Double-entry book-keeping
- TurboCASH — Double-entry book-keeping for Windows

- n21 eBusiness Suite — web based ERP/CRM

### Hệ thống thư viện tích hợp
- BiblioteQ
- Evergreen
- Koha
- NewGenLib
- OpenBiblio
- PMB

### Mô hình hóa & mô phỏng
- PDQ (Pretty Damn Quick); a queue-theoretic analytic modeling package in C, Java, Python, Perl. and PHP
- SimPy; queue-theoretic event-based simulator written in Python

### Khoa học

#### Quét thăm dò bằng kính hiển vi
- Gwyddion — Scientific data analysis
- Gxsm — Gnome X Scanning Microscopy – dsp supported scanning probe acquisition

#### Xử lý hình ảnh chụp bằng kính hiển vi
- CellProfiler
- HìnhJ
- Endrov

#### Hiển thị phân tử
- Jmol
- Molekel
- PyMOL

#### Thông tin sinh học
- Bioclipse
- BioRails

#### Hóa học
- Chemistry Development Kit
- JOELib
- OpenBabel

## Công nghệ trợ giúp con người

### Giọng nói(Tổng hợp giọng nói,Nhận dạng giọng nói)
- CMU Sphinx — Phần mềm nhận dạng giọng nói từ Carnegie Mellon University
- Emacspeak — Bàn làm việc âm thanh
- Festival Speech Synthesis System
- NonVisual Desktop Access (NVDA) đọc màn hình cho Windows
- Text2Speech — nhẹ & dễ dùng với phần mềm Text To Speech (TTS)
- Modular Audio Recognition Framework — giọng nói, âm thanh, ngôn ngữ, xử lý NLP

### Cáccông nghệ trợ giúpkhác
- Dasher — Phần mềm nhập text đơn nhất
- Gnopernicus — bộ AT cho GNOME 2
- PowerTalk — Automatic Text narration of presentations
- pVoice — Application for Augmentative and Alternative Communication (AAC)
- Virtual Magnifying Glass – a free, open source, multiplatform, screen magnification tool.

## Quản lý & lưu trữ dữ liệu

### Lưu trữ tài liệu
- Zmanda Internet Backup – File Archiver to Amazon S3 Storage
- 7-Zip  – chương trình nén thông dụng nhất hiện hành.
- arj
- bzip2
- DAR (Disk Archiver)
- GRZipII
- gzip
- ha  — (historical ppm-based archiver) – Lưu trữ dựa trên lịch sử ppm-based
- rzip

### Tập tin hệ thống
- OpenAFS – a Distributed File System supporting a very wide variety of operating systems

### Hệ quản trị cơ sở dữ liệu(including administration)
- Berkeley DB
- db4o (cơ sở dữ liệu đối tượng)
- Firebird
- GT.M — Cơ sở dữ liệu đa hướng
- Ingres (cơ sở dữ liệu)
- Kexi
- MySQL — máy chủ cơ sở dữ liệu
- One$DB
- OpenOffice.org Base
- phpMyAdmin
- PostgreSQL — máy chủ cơ sở dữ liệu
- SQLite
- TOra — quản trị và phát triển cơ sở dữ liệu

### Khai phá dữ liệu
- Weka – khai thác dữ liệu phần mềm viết bằng Java có tính năng vận hành máy tính học tập để phân loại, hồi quy, và phân nhóm.
- RapidMiner – khai thác dữ liệu phần mềm viết bằng Java có tính năng vận hành máy tính học tập để phân loại, hồi quy, và phân nhóm, etc.
- Scriptella ETL – ETL (Extract-Transform-Load) and script execution tool. Supports integration with J2EE and Spring. Provides connectors to CSV, LDAP, XML, JDBC/ODBC and other data sources.
- Java Machine Learning Library – thư viện học máy nhằm mục đích phát triển phần mềm.

### Máy tìm kiếm cho doanh nghiệp
- Kneobase
- Flax
- Xapian
- Lucene

## Ứng dụng biên tập tài liệu

### Văn phòng
- Gnome Office
- KOffice
- OpenOffice.org — chức năng tương tự như Microsoft Office, có khả năng tương thích các định dang tệp
- LibreOffice
- NeoOffice — nhánh của OpenOffice.org để tạo ra phiên bản dùng cho Mac OS X

### Xử lý văn bản
- AbiWord
- KWord
- OpenOffice.org Writer
- Planner

### Ghi chép
- FreeMind
- Tomboy
- WikidPad

### PDF
- Evince
- Ghostscript
- KPDF
- PDFCreator
- pdftk  Trộn tài liệu PDF, chia trang, mã hóa, giải mã (yêu cầu mật khẩu) tài liệu…
- poppler
- ReportLab — một thư viện nguồn mở cho PDF
- xpdf

### Bảng tính
- Gnumeric — Một phần của dự án Gnome, nhưng có các phiên bản cho nhiều nền tảng khác nhau.
- KSpread — Một phần của bộ KOffice.
- OpenOffice.org Calc — Một phần của bộ Openoffice, cũng có các phiên bản cho nhiều nền tảng khác nhau.

### Soạn thảo văn bản đơn giản – Text
- Acme
- Bluefish
- Elvis
- FreeDOS edlin
- Gedit
- GNU Emacs
- jEdit — Java-based, với nhiều plug-ins, cho phép duyệt folder
- Joe’s Own Editor — phần mềm biên tập text giống như Wordstar
- Kate
- KWrite
- Nano — giống hệt như Pico.
- NEdit
- Notepad2 — nhỏ gọn & nhanh với chức năng highlight cú pháp syntax.
- Notepad++ — nhanh, giao diện dạng tab với chức năng highlight cú pháp syntax
- Pico
- Sam
- SciTE — Một trình chỉnh sửa văn bản tạo ra bằng các phần chỉnh sửa của Scintilla.
- Vim

### Soạn thảo HTML
- Quanta Plus
- Nvu
- Kompozer
- HTML-Kit
- NoteTab Light
- Notepad++

## Giáo dục

### Bộ phần mềm cho giáo dục
- eFront – Một hệ thống quản lý việc học tập dựa trên trang web web-based
- GCompris
- IUP Portfolio
- Moodle
- Tux Paint – Ứng dụng vẽ miễn phí đã đoạt giải dành cho lứa tuổi 3-12.
- Sakai Project – Hệ thống quản lý việc học tập dựa trên trang web
- Manhattan – Một ứng dụng web đơn giản & mạnh cho quản lý khóa học.

### Ngôn ngữ
- Kiten
- KVerbos
- Nikamo

### Đánh máy
- KTouch
- Tux Typing
- TypeFaster Typing Tutor
- GNU Typist
- Unikey
- Scim-unikey

### Địa lý học
- KGeography

### Những phần mềm giáo dục khác
- KEduca

## Chuyển đổi định dạng
- pdftohtml chuyển đổi pdf sang html – dùng dòng lệnh trong Windows download pdftohtml

## Thần học

### Tra cứu thánh kinh
- BibleDesktop — For Cross-platform
- BibleTime — For Linux using K Desktop Environment
- GnomeSword — For Linux using GNOME
- Go Bible — For Java Mobile Phones
- jSword — For Java
- MacSword — For Mac OS X
- SwordBible — For Windows
- The SWORD Project for Windows — For Windows

## Phần mềm nhóm

### Luồng công việc
- ProcessMaker OSS

## Phương tiện giải trí

### Biên tập âm thanh/quản lý âm thanh
- Ardour (audio processor)
- Audacity
- BashPodder
- CD-DA X-Tractor
- CDex
- Grip audio ripper
- JACK Audio Connection Kit
- Jokosher
- Linux MultiMedia Studio
- MusE
- OpenSebJ
- Pure Data
- Rosegarden
- Streamripper
- SoX
- Mixxx

Xem Free audio software

### Xem ảnh
- Eye of GNOME
- F-spot
- Gqview

1. REDIRECT Tên trang* Gthumb

- imgSeek

### Truyền thanh– Radio
- Dream DRM Receiver

### Hoạt hình 2D
- KToon
- Synfig
- Pencil

### Hoạt hình Flash
- UIRA

### Biên tập hình động– Video
- Avidemux
- AviSynth
- Cinelerra
- DScaler
- DVDx
- GNU VCDImager
- Jahshaka
- Kaltura
- Kino
- Kdenlive
- LiVES
- Mpeg2Schnitt
- Pytube
- VirtualDub
- VirtualDubMod

### Các phần mềm đa phương tiện khác
- Gnome Subtitles
- Celtx – Media Pre-production Software

## Mạng & Internet

### Thư điện tử
Mozilla Thunderbird

### Máy chủ tin nhắn – IM Robot Server
- RoYa is an instant messaging robot server.

### RSS/Atom readers/aggregators
- RSS Bandit – Windows –.NET
- RSSOwl – Windows, Mac OS X, Solaris, Linux – Java SWT Eclipse
- Vienna – Mac OS X
- Akregator – Platforms running KDE
- Sage (Mozilla Firefox extension)
- Liferea – Platforms running GNOME

### Thông tin liên lạc
- Asterisk — Telephony and VoIP server
- Coccinella — VOIP softphone
- Ekiga — Video conferencing application for GNOME and Microsoft Windows
- FreePBX — Front-end and advanced PBX configuration for Asterisk
- FreeSWITCH — Open Source telephony platform
- QuteCom — Free Voice, Video and IM client application
- SIP Communicator— Java VoIP and Instant Messaging client
- sipX — SIP Communications Server
- Slrn — a newsreader
- Twinkle — VOIP softphone

### Quản lý &truy cập từ xa
- FreeNX
- GenControl — Dựa trên VNC với giao diện người dùng đồ họa.
- OpenVPN
- rdesktop
- Synergy
- VNC (RealVNC, TightVNC, UltraVNC)
- Purgos Windows Computer Management
- jrdesktop – truy cập desktop từ xa với Java
- Teamviewer
- King Soft

### Trình duyệt web
- FireFox
- Chrome

### Webcam
- Dorgem
- Fwink
- Cheese

### Phần mềm hỗ trợ download tập tin
- jDownloader

### Phần mềm lấy toàn bộ trang Web (Webgrabber)
- cURL
- HTTrack
- Wget

### Những phần liên quan đến Web
- Apache Cocoon — a web application framework
- Apache — the most popular web server
- AWStats — a log file parser and analyzer
- BookmarkSync — a tool for browsers
- HTTP File Server — a user friendly file server software with a drag and drop interface
- Distributed ICDL Crawler — an open source web crawler based on Website Parse Template
- lighttpd — Resource sparing but also fast and full featured HTTP Server
- ManyDesigns Portofino — a web application framework (http://www.manydesigns.com)
- NetKernel — an Internet application server
- Qcodo — Open Source PHP 5 Framework
- Roxen Webserver — Open Source web server
- Squid cache — web proxy cache
- Web-Developer Server Suite — a package of web applications including Apache, MySQL, and PHP
- XAMPP — a package of web applications including Apache and MySQL
- Zope — a web application server
- Zend Framework — an open-source community, and the leading PHP 5 framework today.

### Máy chủcổng thông tin
- uPortal
- Sun Java System Portal Server
- Liferay
- Sense/Net 6.0

### Phần mềm trung chuyểnMiddleware
- Apache Axis2 – Web service framework (implementations are available in both Java & C)
- Apache Geronimo
- GlassFish Application Server
- Jakarta Tomcat — a servlet container and standalone webserver
- JBoss Application Server an application server
- ObjectWeb JOnAS — Java Open Application Server, a J2EE application server
- SmartVariables — a generic network-shared object application server
- JacORB — Java implementation of the OMG's CORBA standard
- TAO (software) — C++ implementation of the OMG's CORBA standard
- Webswell Connect — Integration tool based on WS web services, ebXML and AS2 standards.

### Những chương trình mạng khác
- OpenLDAP — an open source LDAP server
- JXplorer — an open source LDAP client
- openVXI — an open source VoiceXML interpreter
- YaCy — P2P-based search engine
- Simple del.icio.us Manager — Desktop manager for del.icio.us account
- Ionetworknode — an open source system for orchestrating interoperability services
- StorageIM — an open source storage resource management application
- RoYa RoYa is an instant messaging robot server.

## Hệ điều hành
Lưu ý rằng các bản phân phối có sẵn của các hệ thống này có thể chứa, hoặc cung cấp để xây dựng và cài đặt, thêm vào phần mềm mà không phải là phần mềm tự do mã nguồn mở.

## Ảo hóa
- Virtualbox

## Quản lýmật khẩu
- Ked Password Manager
- KeePass
- Password Safe

## Quản lý thông tin cá nhân
- Chandler — In development by Mitch Kapor and the OSAF.
- KAddressBook
- KNotes
- KonsoleKalendar
- Kontact
- KOrganizer
- Mozilla Calendar — Một ứng dụng lịch đa nền tảng của Mozilla.
- Novell Evolution
- OpenSync
- PIM Xtreme — Versatile application. For Windows.
- Rachota Timetracker — ứng dụng giám sát thời gian di động cho các dự án. Mã nguồn mở. Windows, Linux, Solaris và Mac.
- Task Coach — một task manager thân thiện.
- TreeLine

## Hỗ trợngôn ngữ lập trình
- ArgoUML — ArgoUML is a modelling tool that helps you design using UML diagrams
- CLISP — a Common Lisp interpreter and bytecode-compiler
- DJGPP — a 32-bit DOS port of GCC and other GNU utilities
- Eiffel
- Erlang
- Experix — command line and stack system for data acquisition and analysis and graphics
- Forth
- Free Pascal—Một trình biên dịch Pascal và là nền tảng của Lazarus RAD
- GCC — một tập hợp các trình biên dịch cho nhiều ngôn ngữ lập trình và nền tảng, bao gồm cả
  - C
  - C++
  - Objective-C
  - Ada
  - Java
  - Pascal
  - Fortran
- GT.M Một trình biên dịch MUMPS (còn gọi là. M) cho Linux
- Harbour — trình biên dịch cho ngôn ngữ xBase thường được gọi là Clipper
- Jikes — Trình biên dịch Java
- LLVM — Optimizing compiler toolkit
- Logo — Derivative of Lisp without parenthesis, for kids, with Turtle Graphics
- Lua – a lightweight, reflective, imperative and procedural language, designed as a scripting language with extensible semantics as a primary goal.
- MinGW — Windows port of +GCC
- Mono development platform — Multi-platform.NET implementation (C#) based on the ECMA/ISO standards
- MMIXware — simulator for MMIXAL language and MMIX processor
- Objective CAML — a practical and fast functional OO language
- OpenJDK — Java Development Kit hòa toàn tự do nguồn mở của SUN
- Parser — Một ngôn ngữ thết kế wweb động
- Perl — một ngôn ngữ lập trình mạnh mẽ về xử lý văn bản
- PHP — một ngôn ngữ kịch bản được thiết kế cho các ứng dụng web
- Prolog — lập trình logic
- Python — Một ngôn ngữ kịch bản cao cấp
- Refal
- Rexx
- Ruby — Một ngôn ngữ kịch bản cao cấp
- Ruby on Rails — Một framework phát triển web dựa trên Ruby
- StarUML — a software modeling tool and also platform that is a compelling replacement of commercial UML tools such as Rational Rose
- Tcl/Tk — A high-level scripting language with a graphical toolkit

### Tìm lỗi
- Bugzilla
- Mantis
- Mindquarry
- Trac
- SharpForge
- Track+
- Redmine

### Xây dựng mã
- Bison
- CodeSynthesis XSD — XML Data Binding compiler for C++
- CodeSynthesis XSD/e — Validating XML parser/serializer and C++ XML Data Binding generator for mobile and embedded systems
- xmlbeansxx — XML Data Binding code generator for C++
- CodeWorker
- Flex lexical analyser
- Kodos
- phpCodeGenie
- Ragel State Machine Compiler
- Redet
- ^txt2regex$
- SableCC parser generator for Java and.Net

### Phần mềm cấu hình
- Autoconf
- Automake

### Phần mềm quản lý phiên bản
- SVN
- CVS

## Xuất bản
- Passepartout
- Scribus

### Sách điện tửe-Book
- OpenBerg Lector – hệ thống hỗ trợ người dùng online đọc được các định dạng sách không đóng gói (.opf) hay đóng gói (.obz) OEBPS, OCF (.epub), Zip-compressed (.cbz), rar-compressed (.cbr) & Microsoft Reader (.lit).Download OpenBerg extension cho firefox tại đây
- OpenBerg Rector – hệ thống hỗ trợ người dùng online tạo sách điện tử tương đương với Acrobat Distiller, Mobipocket Creator hay eBook Builder

## Screen savers
- Electric Sheep
- Flurry
- XScreenSaver
- Boinc

## An ninh.

### Chống Virus
- ClamAV
- ClamWin
- Gateway Anti-Virus

### Chống phần mềm gián điệp
- Winpooch

### Mã hóa
- GnuPG
- KGPG
- AxCrypt
- NeoCrypt
- Seahorse
- Windows Privacy Tray

#### Mã hóa ổ đĩa
- CrossCrypt

### Tường lửa
- Iptables
- Coyote Linux
- eBox Platform
- fdgw
- Firestarter
- FWBuilder
- IPFilter
- ipfw
- IPCop
- M0n0wall
- PeerGuardian
- PF
- pfSense
- Rope
- SmoothWall
- Shorewall
- Untangle

## CD tổng hợp các phần mềm nguồn mở
- Gói phần mềm game nguồn mở từ CHIP
- CD tổng hợp phần mềm nguồn mở từ CHIP
- GNUWin II
- Open Source Software CD — ~700 MB, hoàn chỉnh nhất, cập nhật hàng tháng, có sẵn qua BitTorrent/HTTP/FTP
- TheOpenCD — ~300 MB, mượt mà nhất, có sẵn qua BitTorrent/HTTP/FTP
- WinLibre

### Danh mục chung
- SourceForge.net
- Freshmeat
- Ohloh
- OStatic
- CodePlex